# Pomnik Żołnierzy Wyklętych w Rzeszowie
Pomnik Żołnierzy Wyklętych w Rzeszowie – pomnik poświęcony polskim działaczom podziemia antykomunistycznego, położony w Rzeszowie. Autorem projektu monumentu i wykonawcą był Karol Badyna.
Idea budowy w Rzeszowie pomnika, pierwotnie honorującego Łukasza Cieplińskiego powstała w 2008. Prowadziło ją Stowarzyszenie Komitet Budowy Pomnika ppłk. Łukasza Cieplińskiego, którym kierował Wojciech Buczak. W finalnej formie pomnik stanowi upamiętnienie zarówno Łukasza Cieplińskiego, jak i siedmiu członków IV zarządu Zrzeszenia „Wolność i Niezawisłość”. Monument został odsłonięty przy Alei Łukasza Cieplińskiego, centralnej arterii Rzeszowa. Odsłonięcia w dniu 17 listopada 2013 dokonał ks. infułat Józef Sondej, były kapelan Armii Krajowej oraz członkowie rodzin uhonorowanych członków Zrzeszenia WiN.
Głównym elementem całego monumentu jest rzeźba umieszczona po jego prawej stronie, przedstawiająca Łukasza Cieplińskiego, ukazana za więziennymi kratami, z podpisem „Żołnierzom Wyklętym”. Na lewo od rzeźby zostały umieszczone na postumentach popiersia członków IV Zarządu WiN: Adam Lazarowicz, Mieczysław Kawalec, Józef Batory, Franciszek Błażej, Józef Rzepka, Karol Chmiel. Tych siedmiu oficerów zostało pozbawionych życia w egzekucji 1 marca 1951, a w 2011 roku w dzień ten zostało ustanowione polskie święto państwowe pod nazwą Narodowy Dzień Pamięci „Żołnierzy Wyklętych”.
Na rzeźbie Łukasza Cieplińskiego umieszczono jego krótki biogram (z przodu), cytat z przesyłanych przez niego grypsów więziennych (z boku) oraz listę fundatorów i emblematy polskich organizacji podziemnych (z tyłu). Popiersia pozostałych uhonorowanych zawierają krótkie biogramy (z przodu na postumentach) i opis fundatorów (z tyłu).